# Weiler (Austria)
Weiler è un comune austriaco di 2 097 abitanti nel distretto di Feldkirch, nel Vorarlberg.